# هیلزبورو، شهرستان هنری، ایندیانا
هیلزبورو (به انگلیسی: Hillsboro) یک منطقهٔ مسکونی در ایالات متحده آمریکا است که در شهرستان هنری، ایندیانا واقع شده‌است. هیلزبورو ۳۳۱٫۰۲ متر بالاتر از سطح دریا واقع شده‌است.